# V. Tatin
V. Tatin war ein französischer Hersteller von Automobilen.

## Unternehmensgeschichte
Der Konstrukteur Victor Tatin gründete 1899 das Unternehmen in Paris und begann mit der Produktion von Automobilen. Der Markenname lautete Tatin. Im gleichen Jahr endete die Produktion.

## Fahrzeuge
Das einzige Modell war ein Dreirad. Für den Antrieb sorgte ein Einzylindermotor mit 2,5 PS Leistung.
Bereits im April 1898 wurde ein von V. Tatin entwickeltes zweisitziges Dreirad (Tricycle) beschrieben. Zu diesem Zeitpunkt war ein Dampfmotor als Antrieb vorgesehen, der von einem Benzin- bzw. Öl-gefeuerten Kessel versorgt werden sollte.